# Luc Hittinger
 (septembre 2015).
Si vous disposez d'ouvrages ou d'articles de référence ou si vous connaissez des sites web de qualité traitant du thème abordé ici, merci de compléter l'article en donnant les références utiles à sa vérifiabilité et en les liant à la section « Notes et références ».
Luc Hittinger, né le 19 avril 1954, est un cardiologue français. 
Il a été président de l’université Paris-Est Créteil (UPEC) de mars 2012 à mars 2016. Il a succédé à ce poste à Simone Bonnafous,,, universitaire spécialiste de la communication politique et médiatique.

## Biographie
Diplômé d'un doctorat en médecine, spécialité cardiologie, à l’université Pierre et Marie Curie (UPMC) (1984), il est également Docteur en sciences de l’Université Paris Sud, spécialité biologie et physiologie animale (1993). Il a obtenu son habilitation à diriger des recherches à l'Université Paris-Est Créteil (UPEC) en 1996. Au sein de l’Institut National de la Santé et de la Recherche Médicale (INSERM), il a été chargé de recherche (1989-1994), puis directeur de recherche (1994-1997), et a été  responsable d’équipe de 1994 à 2006. Durant cette période, en lien avec l’équipe du professeur Stephen F. Vatner (États-Unis), il a développé différents concepts dans le cadre de l’insuffisance cardiaque, notamment le rôle de la circulation coronaire, celui des systèmes hormonaux et de leurs inhibiteurs dans la progression et dans la protection de cette maladie.
Cardiologue au Centre hospitalier universitaire Henri-Mondor, depuis 1997, Luc Hittinger a développé une unité consacrée à la prise en charge de l’insuffisance cardiaque, où à côté de la prise en charge de plus d’un millier de patients par an, il a pu mettre en place de nouvelles stratégies thérapeutiques pour lutter contre cette maladie et former de nombreux cardiologues spécialistes de ce domaine..
En lien avec ses travaux plus fondamentaux, il a également participé à la création, en 2005, d’une unité mixte de recherche – la première de ce type en France - entre l’université Paris-Est Créteil (UPEC) et l’École nationale vétérinaire d'Alfort.
À l'international, au travers de très nombreux séjours, il a collaboré pendant plus de 20 ans avec les universités d’Harvard, de Pennsylvanie (U Penn) et l'Université Rutgers, université d'État du New Jersey. Il a également dans ce cadre formé de nombreux chercheurs internationaux dans le domaine de l’insuffisance cardiaque.
De 2002 à 2007, Luc Hittinger a présidé la commission scientifique spécialisée INSERM no 4 puis où il a défendu la création de plusieurs équipes de recherche : Nancy, Montpellier, Rouen Lyon… De 2007 à 2009, il a présidé le groupe de réflexion sur la recherche cardiovasculaire (GRRC) qui rassemble les chercheurs du domaine cardiovasculaire et favorise le développement des carrières des jeunes chercheurs.
De 2006 à 2012, il a exercé les fonctions de vice-président du conseil scientifique de l’université Paris-Est Créteil (UPEC). Durant cette période, il a restructuré l’organisation de la recherche de l’UPEC en mettant en place :
- une direction de la recherche et de la valorisation ;
- en participant à la constitution d’un centre INSERM regroupant l’ensemble des équipes de recherche en médecine (IMRB) ;
- en favorisant la création dans le cadre du contrat de projets État-Région (CPER) 2007-2013 d’une maison de l’environnement et d’un observatoire des sciences de l'univers (Effluve) permettant de rassembler les forces en environnement de l’UPEC mais aussi de l’Université Paris Diderot et du Centre national de la recherche scientifique (CNRS) et en supervisant la rénovation de l’institut de Chimie et des Matériaux Paris-Est.

Il est membre du conseil d’administration de la COmUe Université Paris-Est depuis 2007, ainsi que du conseil scientifique de l’École nationale des ponts et chaussées depuis 2008. 
Depuis 2013, il est président de la Conférence des présidents d'université d’Ile-de-France.
En février 2014, Luc Hittinger, président de l'UPEC, et Gilles Roussel, président de l'Université Paris-Est-Marne-la-Vallée (UPEM), ont reçu mandat de leur conseil d'administration respectif pour travailler conjointement à la structuration de l'enseignement supérieur et de la recherche sur leur territoire. Au 1er janvier 2017 doit naître une  nouvelle université issue de la fusion de l’UPEC et de l’UPEM.
Ce projet s'appuie sur une collaboration de plusieurs années entre les deux universités au sein de la COMUE Université Paris-Est.
Il est candidat pour un second mandat début 2016. Ses listes arrivent en tête chez les enseignants-chercheurs, mais les deux listes d'opposition s'unissent sur la candidature d'Olivier Montagne qui est élu nouveau président de l'université le 8 mars 2016.

## Distinctions
Il a reçu le 8 janvier 2014 les insignes de chevalier dans l’ordre national de la Légion d'honneur et est chevalier dans l’ordre des Palmes académiques

## Publications
Il est l’auteur de 161 publications scientifiques référencées dans PubMed.